# Фельдмаршал (рассказ)
«Фельдмаршал» — рассказ русского писателя-эмигранта Марка Алданова, впервые опубликованный в 1942 году в США. В нём автор фактически предсказал заговор 20 июля, который имел место два года спустя.

## Сюжет
Действие рассказа происходит в начале лета 1941 года. Всё повествование представляет собой поток мыслей и переживаний не названного по имени фельдмаршала вермахта, заслуженного военачальника, который едет в Берлин, чтобы убедить Гитлера не нападать на Советский Союз. Фельдмаршал гордится своими победами, но понимает, что новая война на Востоке приведёт к гибели Германии. К Гитлеру и нацистам он относится с презрением, но вынужден их терпеть. При этом фельдмаршал думает об организации военного переворота, в ходе которого Гитлер будет арестован (и скорее всего убит), а он сам встанет во главе страны.
Приехав в Берлин, главный герой понимает, что опоздал. Губительное решение уже принято, Гитлер отказывается дать фельдмаршалу аудиенцию и передаёт приказ возвращаться в действующую армию.

## Публикация и восприятие
Рассказ был опубликован в нью-йоркском русскоязычном издании «Новый журнал», который основали сам Марк Алданов и Михаил Цетлин как продолжение парижских «Современных записок». Он появился в самом первом выпуске журнала, № 1 за 1942 год. На родине писателя, в России, рассказ впервые издали в 1994 году, в третьем томе собрания сочинений (Москва, издательство «Новости»).
«Фельдмаршал» стал первым произведением Алданова, созданным в США, куда он был вынужден уехать из Франции в 1940 году. После переезда Алданов счёл необходимым отказаться от жанра исторического очерка, мастером которого считался, и перейти к жанру рассказа. Причиной тому стали предполагаемая конкуренция со стороны американских очеркистов и желание писателя быть в первую очередь не публицистом, а автором художественных текстов.